# Koktebl
Koktebl (russisk: Коктебель) er en russisk spillefilm fra 2003 af Boris Khlebnikov og Aleksej Popogrebskij.

## Medvirkende
- Gleb Puskepalis
- Igor Tjernevitj
- Jevgenij Sytyj
- Vera Sandrykina som Tanja
- Vladimir Kutjerenko som Mikhail